# Kawasaki ZX-10 Tomcat

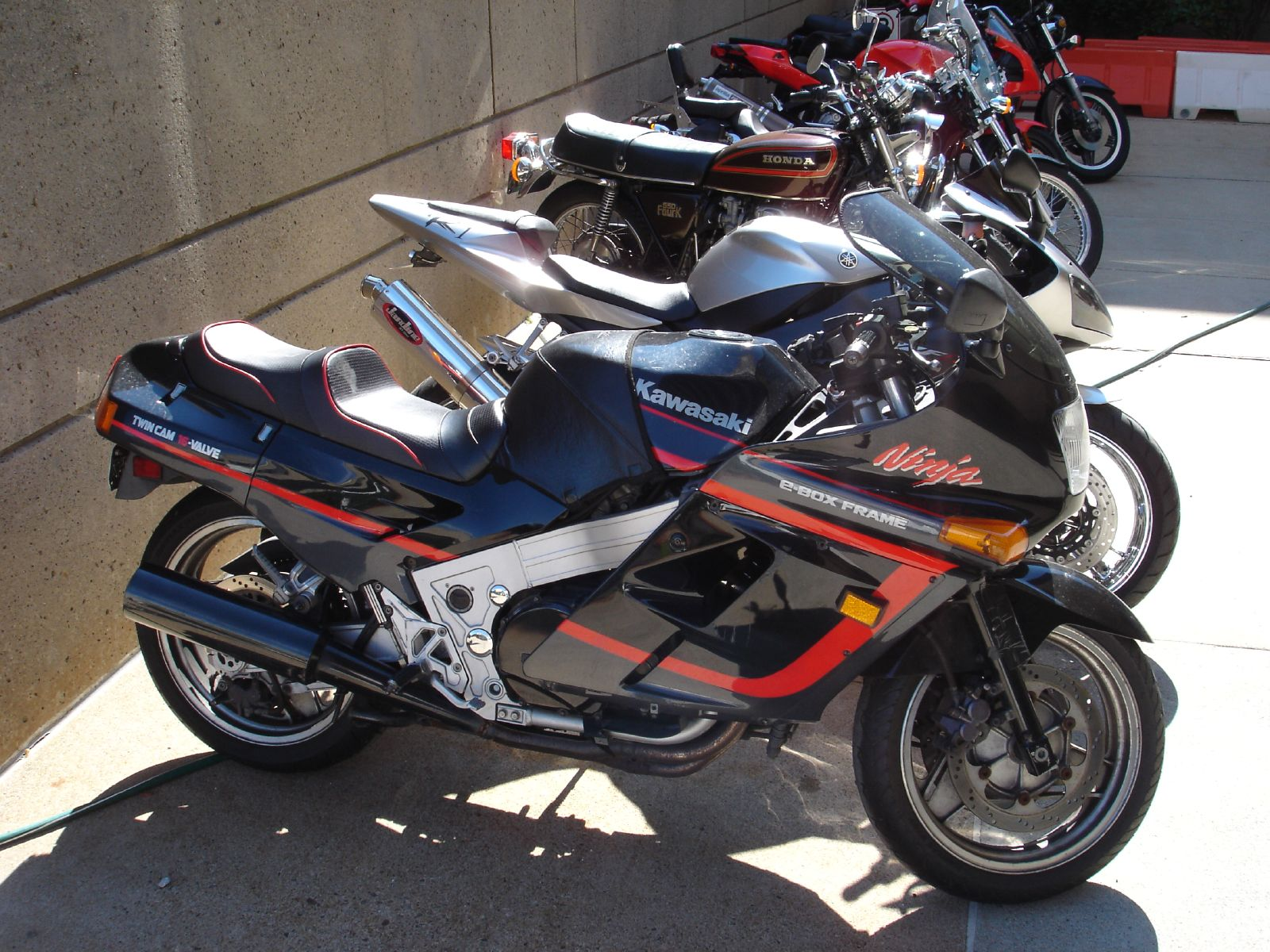
Kawasaki ZX-10 Ninja, schwarz

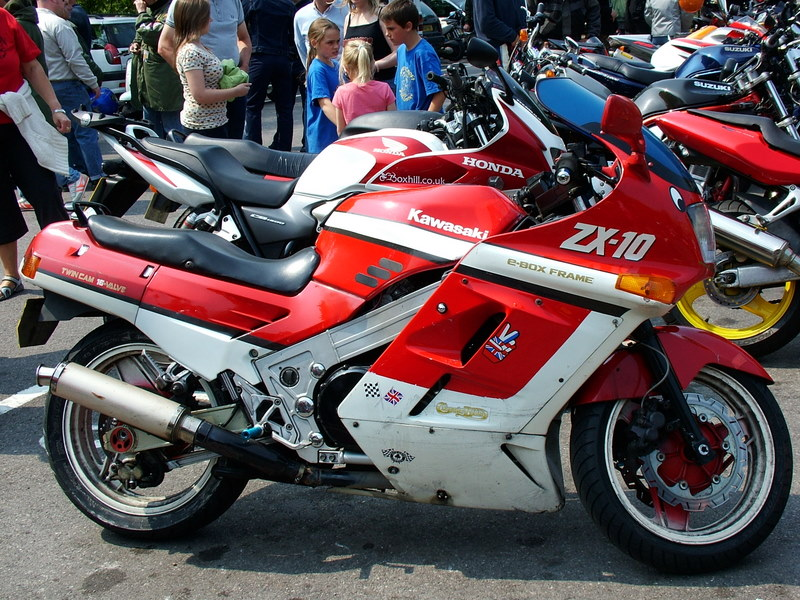
Kawasaki ZX-10, rot

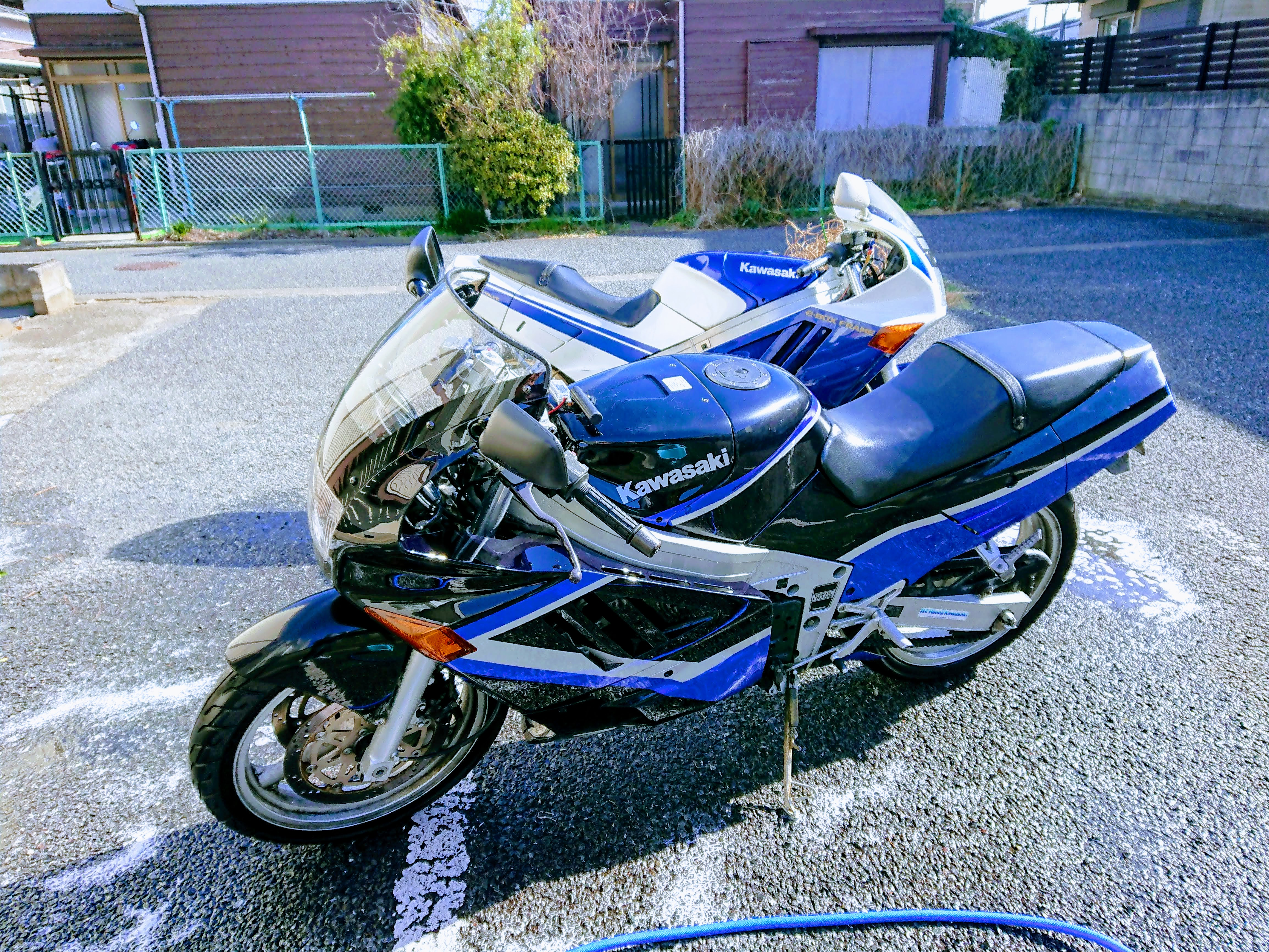
Kawasaki ZX-10, schwarz-blau

Die Ninja ZX-10 (auch ZX-10 „Tomcat“ genannt; Baureihe ZXT00B) ist ein Sportmotorrad, das von 1988 bis 1990 von Kawasaki Heavy Industries Motorcycle & Engine hergestellt wurde und Teil der Kawasaki Ninja-Linie war. Mit einer Höchstgeschwindigkeit von 266 km/h war es das schnellste Serienmotorrad im Jahr 1988.

## Design
Die ZX-10 ersetzte die GPZ 1000 RX als Flaggschiff von Kawasaki. Der Motor wurde auf Basis des Vorgängermodells entwickelt, mit gleichem Hubraum aber 36-mm-Halbabsaug-CV-Vergasern und einem engeren Ventilwinkel. Weitere Veränderungen am Motor: Das Kompressionsverhältnis wurde auf 11,0 : 1 erhöht; leichtere Kolben und größere Ventile wurden verwendet. Die ZX-10 war Kawasakis erstes Motorrad mit Aluminiumrahmen, ein Design, das inzwischen zum Standard geworden ist. Die Aerodynamik wurde für besser befunden als die des Vorgängermodells.